# Philipp Mathmann

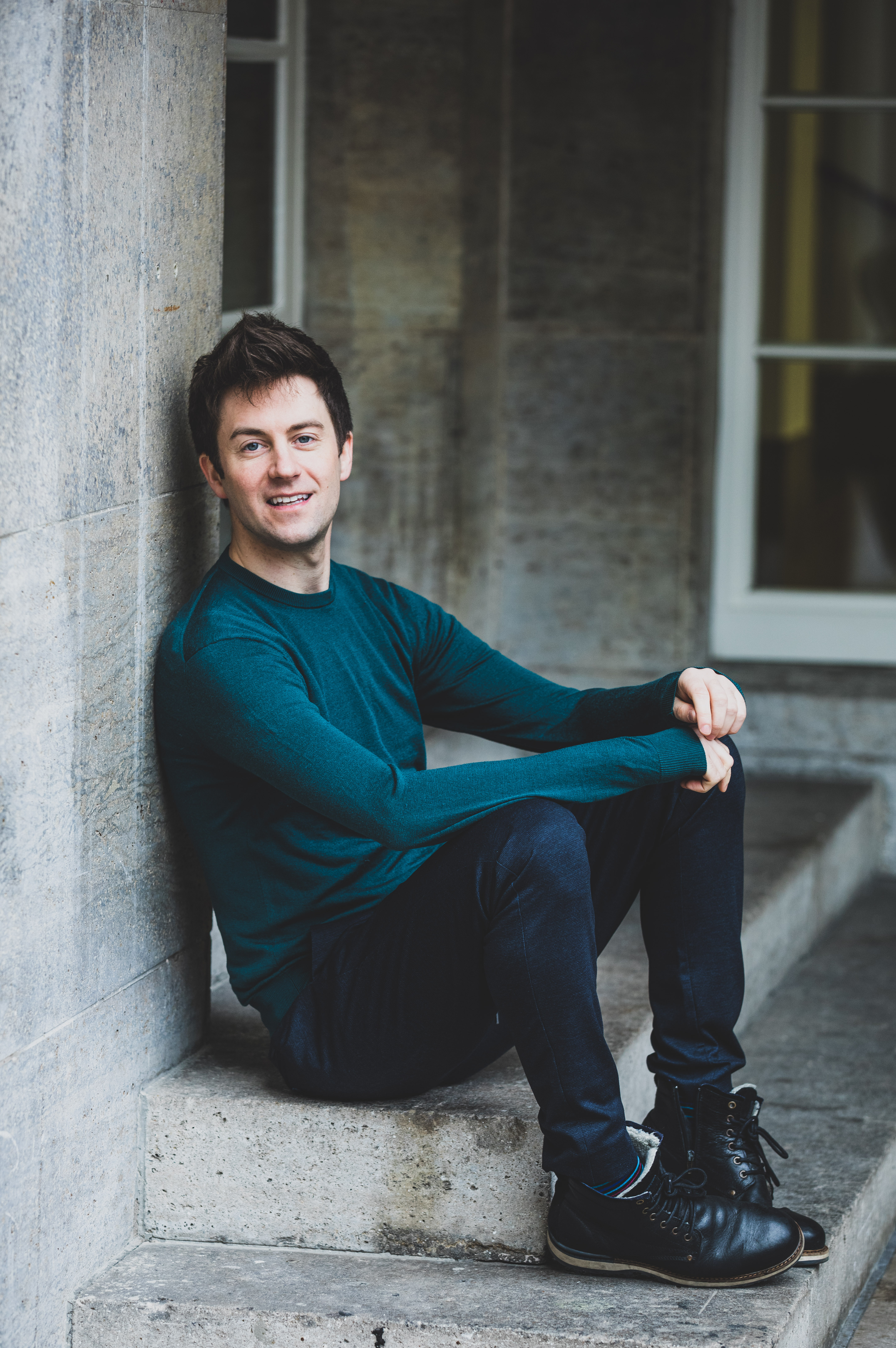
Philipp Mathmann (2022) Foto: Annemone Taake

Philipp Mathmann (* 1986 in Lippstadt) ist ein deutscher Opernsänger (Countertenor, Sopran), Arzt und Kandidat für die Europawahl 2024 (Listenplatz 26) von Bündnis 90/Die Grünen.

## Leben
Philipp Mathmann ist in Lippstadt aufgewachsen, besuchte das Evangelische Gymnasium Lippstadt, wurde an der städtischen Conrad-Hansen-Musikschule unterrichtet und erhielt seinen ersten Unterricht als Countertenor von Heike Hallaschka.

### Medizinischer Werdegang
Er studierte Humanmedizin an der Universität Münster parallel zu seiner Gesangsausbildung. Während des Studiums hatte Mathmann klinische und wissenschaftliche Auslandsaufenthalte am Royal National Throat, Nose and Ear Hospital des University College of London, am Groote Schuur Hospital der University of Cape Town sowie am Massachusetts General Hospital, dem Lehrkrankenhaus der Harvard Medical School in Boston. Nach dem Abschluss des 3. Staatsexamens und Verleihung der Approbation 2013 absolvierte er die HNO-Basisweiterbildung an der Klinik und Poliklinik für Hals-, Nasen- und Ohrenheilkunde der Uniklinik Köln und setze seine Facharztweiterbildung 2015 an der Klinik für Audiologie und Phoniatrie der Charité Universitätsmedizin Berlin fort. Zugunsten seiner musikalischen Karriere pausierte Philipp Mathmann seine medizinische Laufbahn von Januar 2018 bis zum ersten Lock-Down im Rahmen der SARS-CoV-2-Pandemie 2020. Daraufhin schloss er seine Weiterbildung als Facharzt für Phoniatrie und Pädaudiologie an der Klinik für Phoniatrie und Pädaudiologie des Universitätsklinikums Münster ab und promovierte 2022 mit Summa cum laude an der medizinischen Fakultät der Universität Münster.
Seither arbeitet er als leitender Oberarzt und stellvertretender Klinikdirektor an der Klinik für Phoniatrie und Pädaudiologie des Universitätsklinikums Münster in Lehre, Klinik und Forschung.
2015–2017 war er als federführender Kliniker an einer deutsch-englischen Forschungskooperation im Bereich Musikermedizin und Stimmgesundheit mit dem Royal College of Music (Aaron Williamon) in London beteiligt.
Er etablierte einen Schwerpunkt für Phonochirurgie (Stimmchirurgie) an der Klinik für Phoniatrie und Pädaudiologie des Universitätsklinikums Münster, war 2021 Mitgründer des Centers for Transgender Health (CTH), ist Audiology Advisor für Deutschland im World Hearing Forum der World Health Organisation (WHO) und hier zudem stellvertretender Sprecher für die Deutsche Gesellschaft für Phoniatrie und Pädaudiologie (DGPP). 2023 war er Mitgründer der Vereinigung Next Generation DGPP als Forum für junge Mediziner und ist hier seither Co-Sprecher. Er ist Mitglied des Voice Committees und des Hearing and Language Committees der Union of the European Phoniatricians (UEP) sowie des internationalen Collegium Medicorum Theatri (CoMeT).
Ein Schwerpunkt seiner wissenschaftlichen Arbeit liegt auf der inklusiven Medizin für Menschen mit geistiger Behinderung, der Digitalisierung im Gesundheitswesen (insb. der Telemedizin), der trans Gesundheit sowie in den Bereichen Stimme und kindlichen Hörstörungen.

### Musikalischer Werdegang
Neben seinem Medizinstudium studierte Mathmann mit Renate Faltin (Hochschule für Musik Hanns Eisler Berlin). Künstlerische Impulse erhielt er u. a. von Ingeborg Danz, Kai Wessel und Barbara Schlick (Köln), Antonio Lemmo (Rom), Nicholas Clapton und Dame Emma Kirkby (London).
Auftritte als Countertenor und Sopranist hatte Mathmann u. a. bei den Internationalen Händel-Festspielen in Göttingen, den Ludwigsburger Schlossfestspielen, den Händel-Festspielen in Halle, dem Musikfest Bremen, dem Festival Oude Muziek in Utrecht, dem MAfestival Brügge, der Styriarte in Graz, dem Festival della Valle d’Itria in Italien sowie in der Kölner Philharmonie, der Tonhalle in Düsseldorf, der Oper Frankfurt, TivoliVredenburg in Utrecht, dem Theater an der Wien, dem Konzerthaus Wien, dem Teatro Real in Madrid, der Semper-Oper Dresden, dem Aalto-Theater in Essen, der Staatsoper Unter den Linden in Berlin und dem Stanislawski-Theater in Moskau. Neben Orchestern wie dem Freiburger Barockorchester, dem Concerto Köln, dem Ensemble Questa Musica in Moskau, dem Orkiestra Historyczna, Armonia Atenea, I Barocchisti und dem Ensemble 1700 arbeitete er auch mit Dirigenten der internationalen Alte Musik-Szene wie George Petrou, Christophe Rousset, Gianluca Capuano, Philipp Chizhevskiy, Martyna Pastuszka, Dorothee Oberlinger und Diego Fasolis. Dabei übernahm er zahlreiche Hauptrollen wie den Anastasio in Giustino von Georg Friedrich Händel, Abel in Kain und Abel von Alessandro Scarlatti, Mirtillo in Il pastor fido oder La Bellezza in Il trionfo del Tempo e del Disinganno (Händel). Daneben tritt er auch in neuen Opern wie Babylon von Jörg Widmann auf.
Mathmann wirkte in Produktionen von ARTE, des Deutschlandfunks, des Hessischen Rundfunks, des WDR, des RBB, von Dutch Classical Radio (NPO Radio 4), des Bayerischen Rundfunks, des SWR, Moscow24 mit.

### Lehrtätigkeit
Mathmann hat Lehraufträge an der medizinischen Fakultät der Universität Münster, der Schule für Logopädie in Kooperation mit der Fachhochschule Münster, an der Musikhochschule Münster sowie der Universität der Künste in Berlin inne. Seit 2023 ist er Honorary Associate Professor an der Universität in Kapstadt (Südafrika).

### Soziales und politisches Engagement
Seit 2002 ist Mathmann ehrenamtlich in einem Verein zur Kinder- und Jugendhilfe in Rumänien tätig. Er beteiligt sich zudem regelmäßig als Künstler an Benefizkonzerten und Galaabenden zugunsten verschiedener Projekte und gemeinnütziger Initiativen.
Das Förderprogramm am South African College of Music der Universität in Kapstadt zur kulturellen Bildungsförderung für Kinder und Jugendliche der Townships von Philippi und Langa bei Kapstadt gründete Mathmann 2012 gemeinsam mit Rebekka Sandmeier in Südafrika. Seither leitet er es auf deutscher Seite. Das Projekt soll Bildungschancen, kulturelle Vielfalt und Austausch schaffen. Es schützt Kinder vor Kriminalität in den Townships, fördert Selbstwirksamkeit, internationale Vernetzung sowie soziale Integration.
Politisch setzt sich Mathmann schwerpunktmäßig für Wissenschaft, Gesundheit, Kultur, Bildung, Nachhaltigkeit und Demokratieerhalt ein. Er engagiert sich für das europäische Projekt, da er es für politisch alternativlos hält: „Europa und internationale Zusammenarbeit sind für mich die einzige Möglichkeit, die großen Fragen der Zeit zu Sicherheit, Demokratie, Frieden und Klimaschutz zu beantworten.“ Auf dem Parteitag (Bundesdelegiertenkonferenz) 2023 wurde er auf Platz 26 der Bundesliste der Partei Bündnis 90/die Grünen für die Europawahl 2024 gewählt. Seit 2023 ist Mathmann Sprecher der Landesarbeitsgemeinschaft Gesundheit der Grünen in NRW.

### Privates
Philipp Mathmann ist verheiratet und Vater eines Sohnes.

## Diskographie (Auswahl)
- Weltersteinspielung des Oratoriums La deposizione dalla croce di Gesu Cristo von Franz Xaver Richter mit dem Czech Ensemble Baroque (2018)[26][11]
- Tormenti d’Amore (2 CDs), Werke von Johann Adolph Hasse, Paolo Scalabrini, Georg Reutter und Giuseppe Porsile mit dem Barockorchester Capella Jenensis (2020)[27][11]
- Andrea Bernasconi: L’Huomo; Deutsche Harmonia Mundi / Sony (2023)[28]
- Conradin Kreutzer: Der Taucher; Carus / SWR (2024)[29]

## Auszeichnungen (Auswahl)
- Preisträger beim Bundeswettbewerb Jugend musiziert
- Stipendiat der Studienstiftung des deutschen Volkes
- Diverse Stipendien des Deutschen Akademischen Austauschdienstes (DAAD) und des Goethe-Instituts
- Internationaler Giulio Perotti Gesangswettbewerb 2011, Beste Darbietung im Bereich Konzert/Oratorium
- Golden Mask Award 2019, Nominierung
- EUHA Hearing Award der Union of the European Phiatricians (UEP) 2023

## Schriften (Auswahl)
- Saskia Rohrbach, F. Buettner, D. Pollex, Philipp Mathmann et al: Quantitative examination of isometric tongue protrusion forces in children with oro-facial dysfunctions or myofunctional disorders. In: Journal of Oral Rehabilitation, 45, Nr. 3, 2018, doi:10.1111/joor.12598 S. 228–234
- Marie-Louise Freymann*, Philipp Mathmann*, Julius Rummich et al: Gender-specific reference ranges of the vocal extent measure in young and healthy adults. In: Logopedics Phoniatrics Vocology, 45, Nr. 2, 2020, doi:10.1080/14015439.2019.1617894, S. 73–81. *shared first authorship
- Katrin Neumann, Harald A. Euler, Philipp Mathmann, ..., Shelly Chadha, Karl White: A Survey on the global status of newborn and infant hearing screening. In: The Journal of Early Hearing Detection and Intervention, 5, Nr. 2, 2020, S. 63–84.
- Ben Barsties v. Latoszek, Margrit Göllner, Katrin Neumann, Philipp Mathmann: The German restructured Vocal Fatigue Index and characteristics of dysphonic and vocally healthy populations. In: Journal of Voice, 37, Nr. 3, 2021 doi:10.1016/j.jvoice.2021.01.024, P469.E11–469.E18.
- Ben Barsties v. Latoszek, Philipp Mathmann‡, Katrin Neumann: The cepstral spectral index of dysphonia, the acoustic voice quality index and the acoustic breathiness index as novel multiparametric indices for acoustic assessment of voice quality. In: Current Opinion in Otolaryngology & Head and Neck Surgery, 29, Nr. 6, 2021, doi:10.1097/MOO.0000000000000743, S. 451–457.‡shared senior authorship
- Katrin Neumann, B. Arnold, A. Baumann, Philipp Mathmann et al: Neue Terminologie für     Sprachentwicklungsstörungen?In: Monatsschrift Kinderheilkunde, 169, 2021, S. 837–842.
- Friederike Stahl, Dörte Pollex, Philipp Mathmann, Leonie Weinhold, Saskia Rohrbach: Digitomotography in children with oro-facial dysfunction (OFD, oro-facial myofunctional disorders) and childhood apraxia of speech (CAS). In: Journal of Oral Rehabilitation, 48, Nr. 8, 2021, doi:10.1111/joor.13174, S. 937–944.
- Philipp Mathmann, Uwe Konerding, Dirk Deuster, Katrin Neumann: The influence of age, gender, health-related behaviors, and other factors on occupationally relevant health complaints of singers. Journal of Voice, 2021, doi:10.1016/j.jvoice.2021.08.001
- Denise I. Siemons-Lühring, Harald A. Euler, Philipp Mathmann, Boris Suchan, Katrin Neumann: The effectiveness of an integrated treatment for functional speech sound disorders — a randomized controlled trial. In: Children, 8, Nr. 12,     2021. 8, doi:10.3390/children8121190, 1190.
- Katrin Neumann*, Philipp Mathmann*, Shelly Chadha, Harald A. Euler, Karl R. White: Newborn hearing screening benefits children, but global disparities persist. In: Journal of Clinical Medicine, 11, Nr. 1, 2022, doi:10.3390/jcm11010271, 271. *shared first authorship
- Philipp Gude, Thomas P. Weber, Stefan Dazert, Norbert Teig, Philipp Mathmann, Adrian I. Georgevici, Katrin Neumann: Comparison of cerebral oxygen desaturation events between children under general anesthesia and chloral hydrate sedation - a randomized controlled trial. In: BMC Pediatrics, 22, Nr. 720, 2022, doi:10.1186/s12887-022-03739-8
- Philipp Mathmann, Katrin Neumann: Intervention bei einer psychogenen Stimm- und Sprechstörung. In: Sprache Stimme Gehör, 47, Nr. 1, 2023, doi:10.1055/a-1930-8435, S. 13–15.
- Katharina Schwarze*, Philipp Mathmann*, Karolin Schäfer, Werner Brannath, Philipp-Hendrik Höhne, Sibel Altin, Lukas     Prein, Awa Naghipour, Susanna Marie Zielonkowski, Susanne Wasmuth, Oliver Kanaan, Antoinette am Zehnhoff-Dinnesen, Anna Sophia Schwalen, Anna Schotenröhr, Martin Scharpenberg, Sarah Schlierenkamp, Nicole Stuhrmann, Ruth Lang-Roth, Muhittin Demir, Sandra Diekmann, Anja Neumann, Corinna Gietmann‡, Katrin Neumann‡: Feasibility     and benefits of a low-threshold hearing screening programme (HörGeist) for individuals with intellectual disabilities: study protocol for a screening study. In: BMJ open, 18, Nr. 13(5), 2023, doi:10.1136/bmjopen-2022-070259 *shared first authorship, ‡shared senior authorship; manuscript accepted.